# Tiszaug
Tiszaug es un pueblo en el condado de Bács-Kiskun, en la región de la Gran Llanura del Sur en la zona sur de Hungría.

## Geografía
Tiene una superficie de 25,04 kilómetros cuadrados y tiene una población de 888 personas (2024).

## Localidades cercanas
Algunas localidades cercanas a Tiszaug son Cserkeszőlő, Tiszakécske y Lakitelek. Además, también son cercanas las ciudades de Kecskemét y Szolnok.